# Shark Island (Port Jackson)

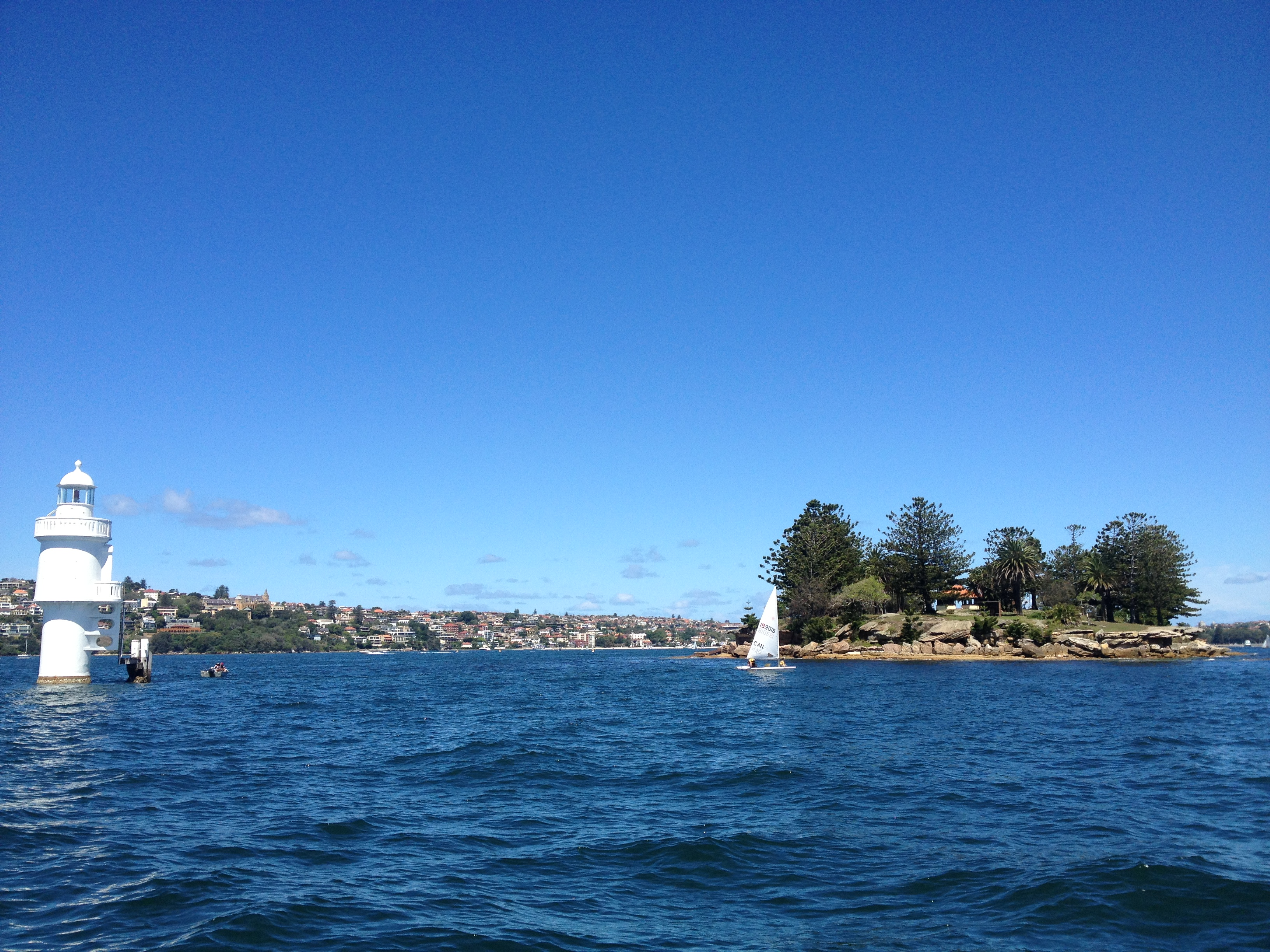
Shark Island

Shark Island är en ö i Sydney Harbour, Australien. Den ligger utanför Sydneyförorten Point Piper, Rose Bay och Vaucluse i den östra delen av hamnen mellan Harbour Bridge och hamninloppet.
De lokala aboriginerna kallar ön Boambilly eller Bo-a-millie. Namnet Shark Island kommer från dess form som påstås likna en haj.
Ön mäter cirka 250 meter gånger 100 meter. Delar avsattes som en rekreationsreservat så tidigt som 1879 och det användes också som ett karantänstation för djur och flottdepå fram till 1975. Vid den tiden blev det enbart ett rekreationsreservat och en del av Sydney Harbour National Park. En färjeförbindelse trafikerar ön.
Strax norr om den norra spetsen av ön ligger Shark Island Light, en aktiv fyr som byggdes 1913.